# St. Helena (Kalifornija)
St. Helena je grad u američkoj saveznoj državi Kalifornija. Prema popisu stanovništva iz 2010. u njemu je živjelo 5.814 stanovnika.